# Штипско
Штипско (болг. Щипско) — село в Болгарии. Находится в Варненской области, входит в общину Вылчи-Дол. Население составляет 218 человек.

## Политическая ситуация
Штипско подчиняется непосредственно общине и не имеет своего кмета.
Кмет (мэр) общины Вылчи-Дол — Веселин Янчев Василев (независимый) по результатам выборов в правление общины.